# Monastero di Lamayuru
Il monastero di Lamayuru è uno dei più grandi e antichi monasteri buddisti di tradizione tibetana sul suolo indiano.

## Descrizione
Fu fondato intorno all'anno 1000 da Nāropā ed è appartenente alla scuola Drigung Kargyu. 
In passato diede ospitalità fino a quattrocento monaci, molti dei quali ora vivono nei gompa dei vicini villaggi. Attualmente i religiosi residenti sono centocinquanta.
Lamayuru ospita ogni anno due festival di danza, che si svolgono rispettivamente nel secondo e nel quinto mese del calendario lunare tibetano, nel cui svolgimento ogni monaco raggiunge questo monastero per pregare.

## Galleria d'immagini

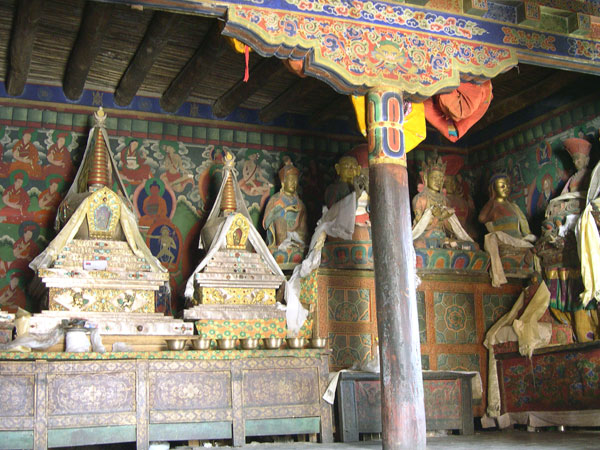
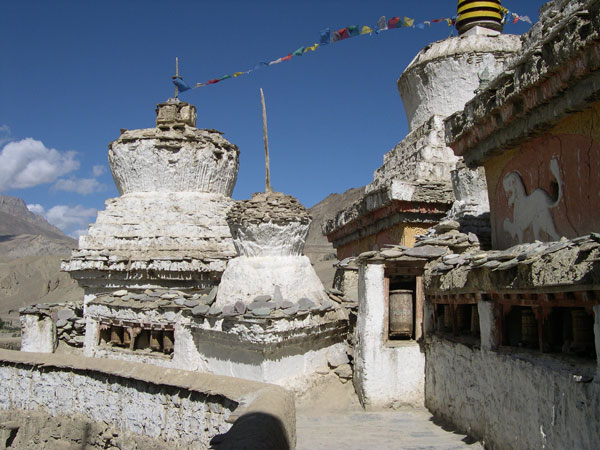
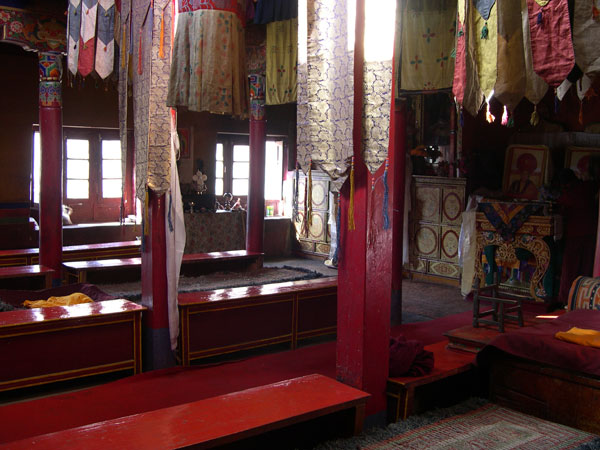
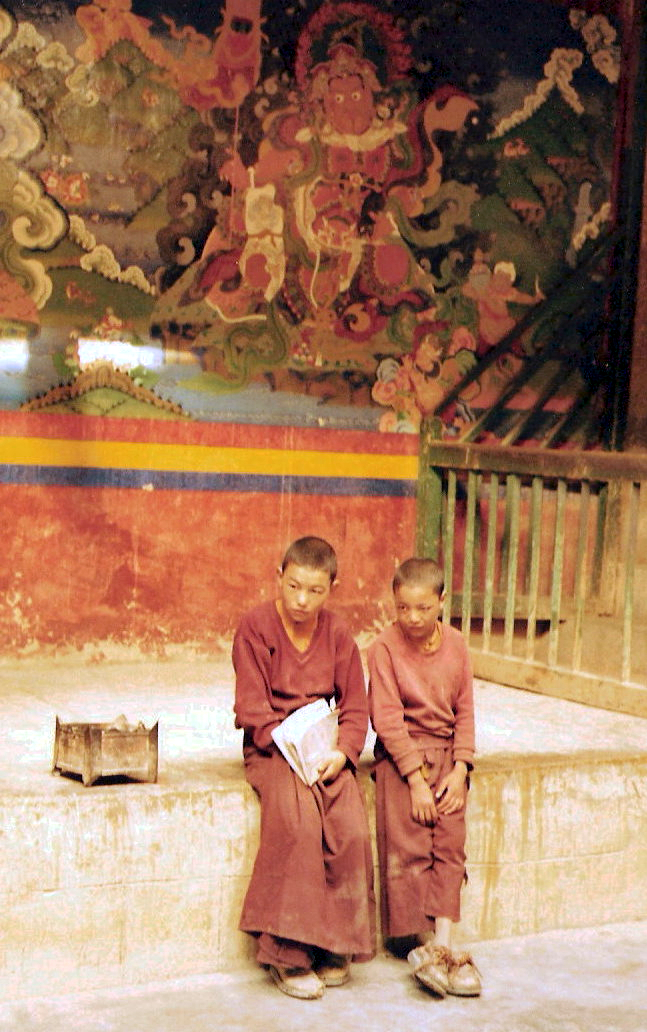
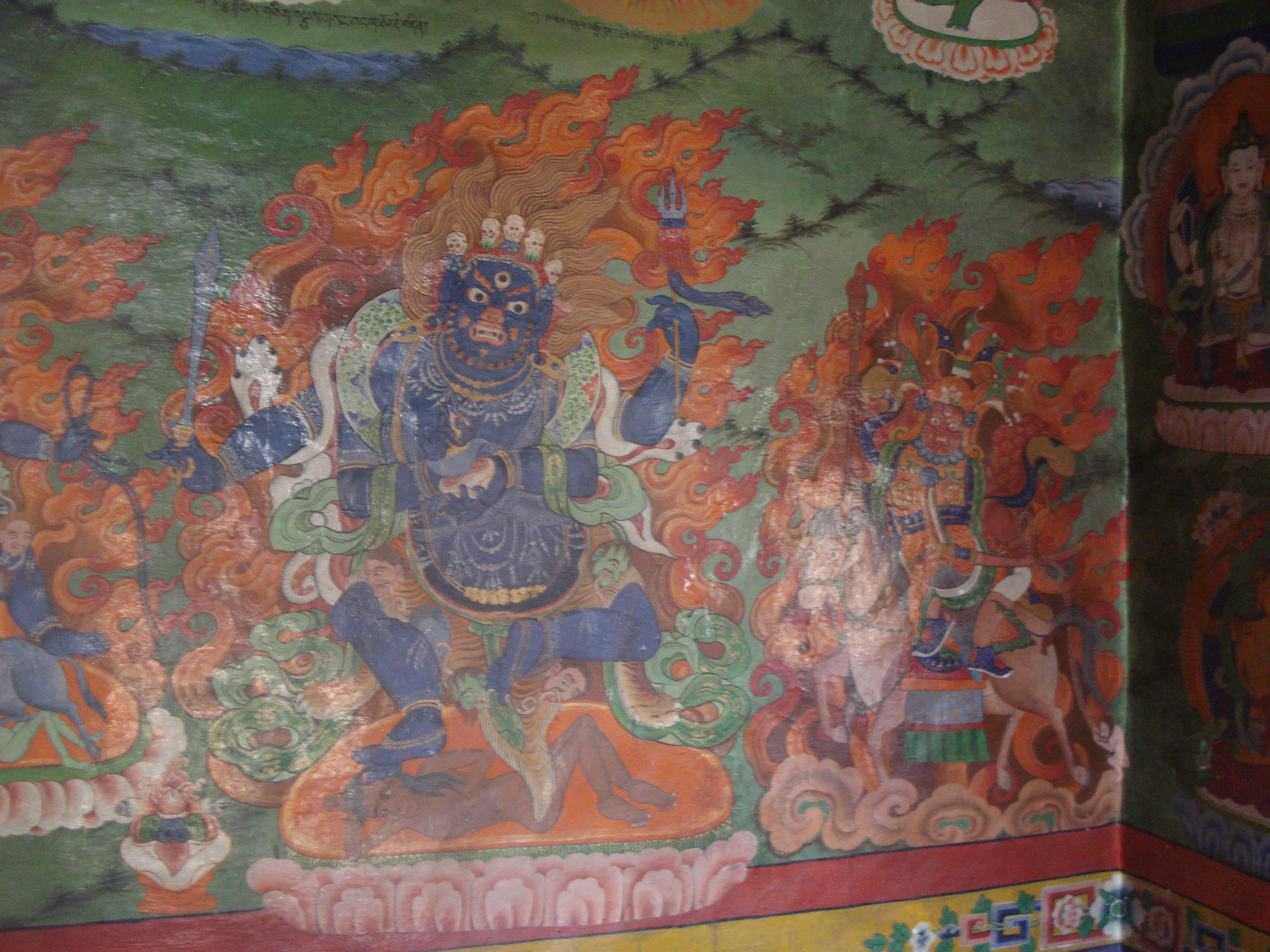
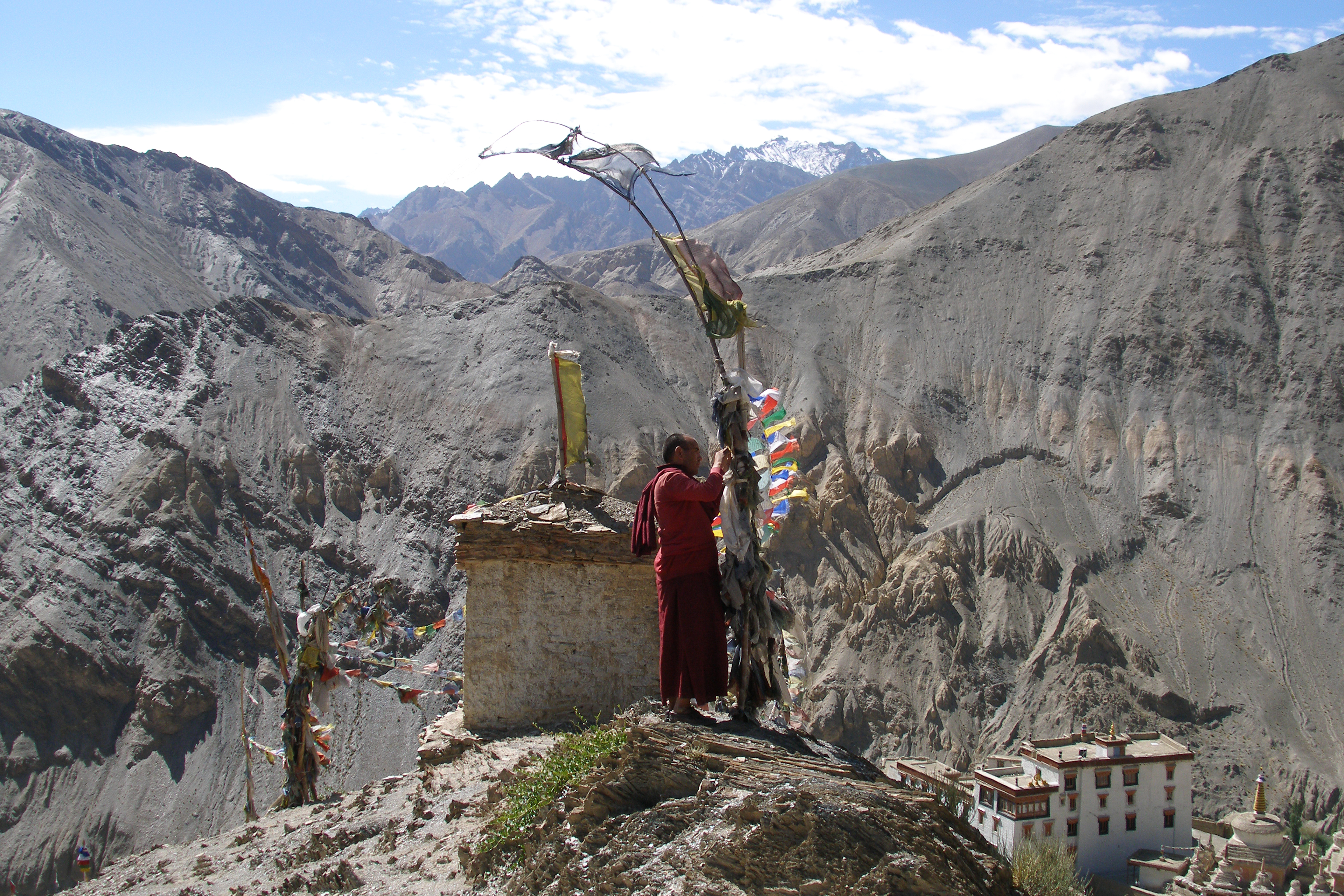
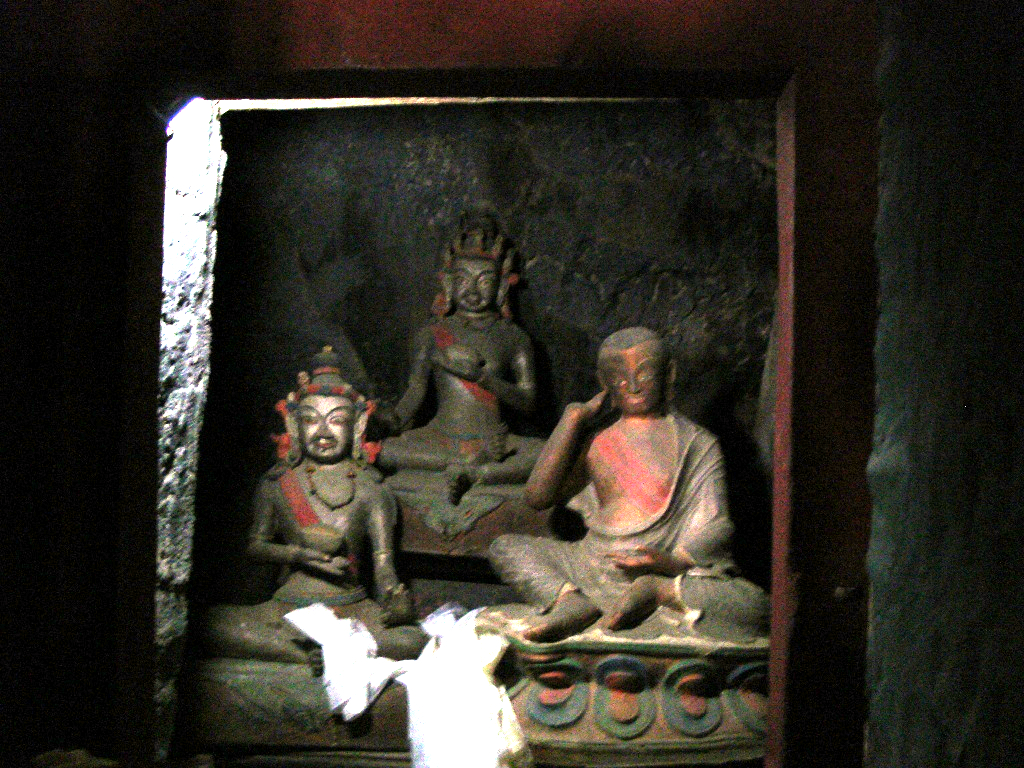
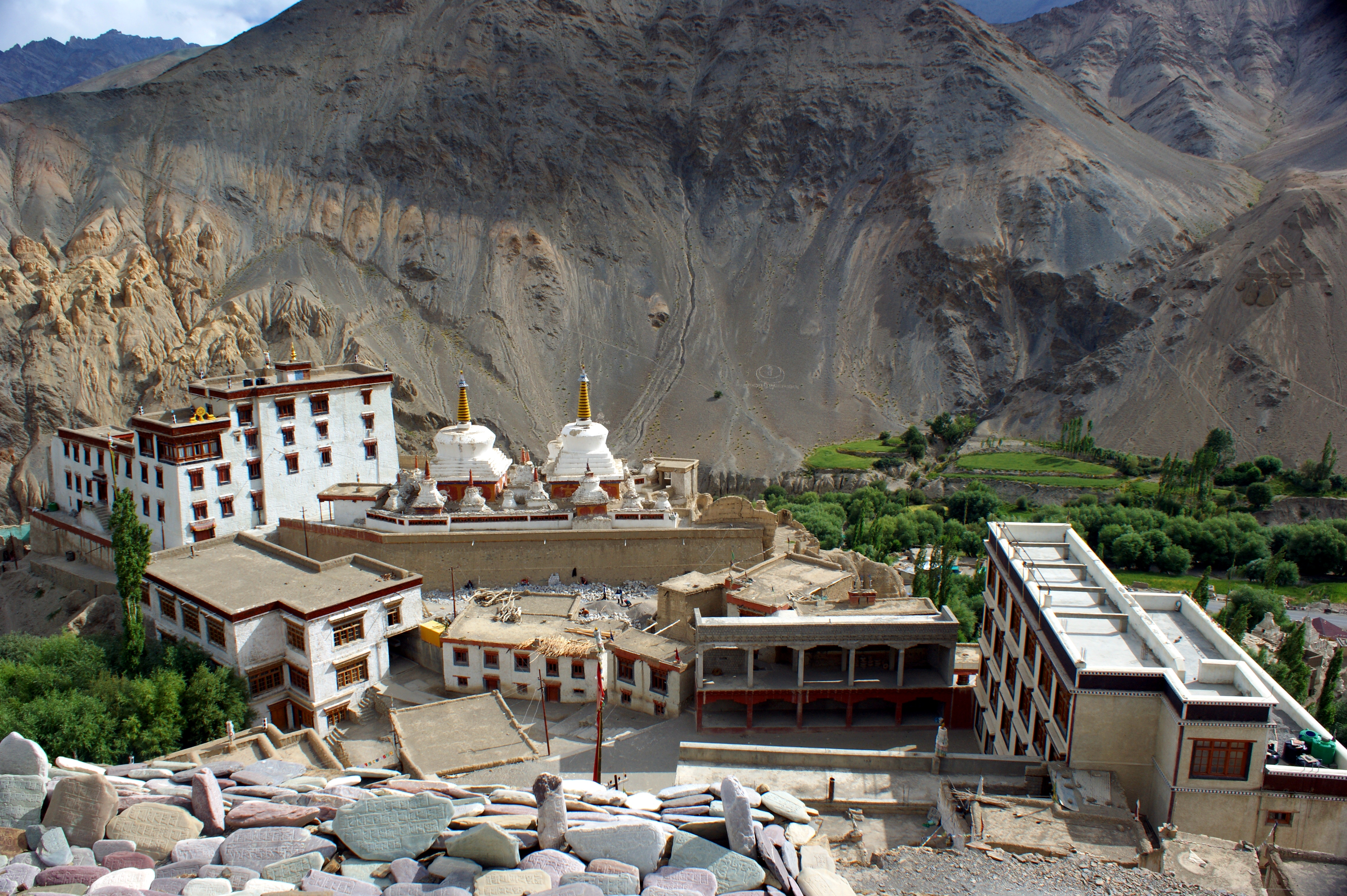
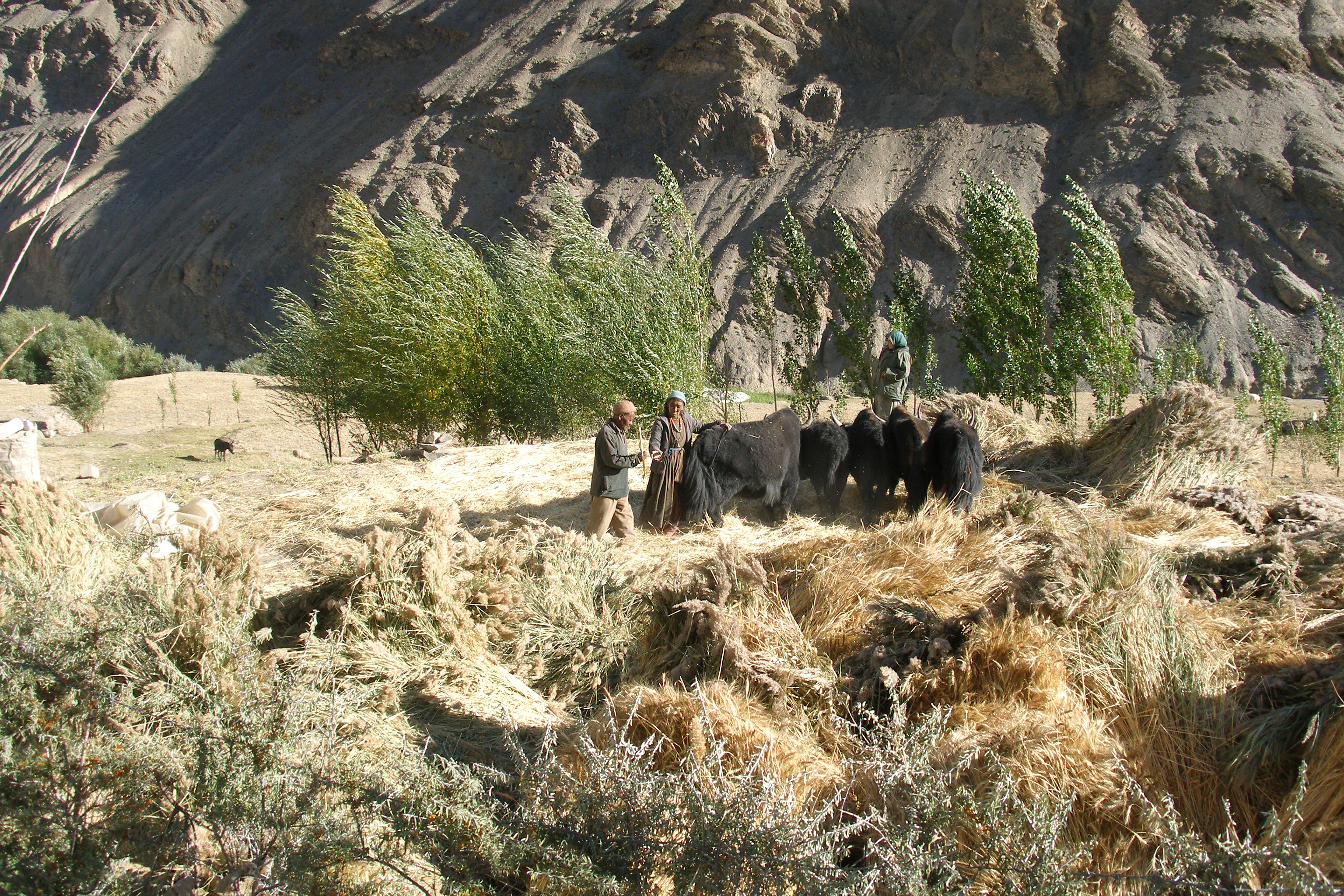